# Piton de l'Alma
Piton de l'Alma är en bergstopp i Martinique. Den ligger i den västra delen av Martinique, 11 km norr om huvudstaden Fort-de-France. Toppen på Piton de l'Alma är 1 107 meter över havet. Det är en av topparna i bergsmassivet Pitons du Carbet.